# Caulospongia elegans
Caulospongia elegans är en svampdjursart som först beskrevs av Lendenfeld 1888.  Caulospongia elegans ingår i släktet Caulospongia och familjen Suberitidae.
Artens utbredningsområde är New South Wales. Inga underarter finns listade i Catalogue of Life.